# James Cruze
James Cruze (né le 27 mars 1884 à Ogden, Utah et mort le 3 août 1942 à Los Angeles) est un acteur, réalisateur, producteur et scénariste américain.

## Biographie
Il débute au cinéma comme acteur et joue dans plusieurs films au sein de la Thanhouser Company, parmi lesquels Docteur Jekyll et M. Hyde ou The Million Dollar Mystery. Devenu réalisateur, il dirigea plusieurs films avec en vedette Wallace Reid.

### Vie privée
James Cruze, déjà veuf d’une première union depuis 1907, se marie à l'actrice Marguerite Snow en 1913 ; ils divorcent en 1923. Cruze se remarie l’année suivante avec une autre actrice, Betty Compson, union qui se conclut par un nouveau divorce, en 1930. Il se marie une dernière fois en 1941, un an avant sa mort, à Alberta Beatrice McCoy.

## Filmographie

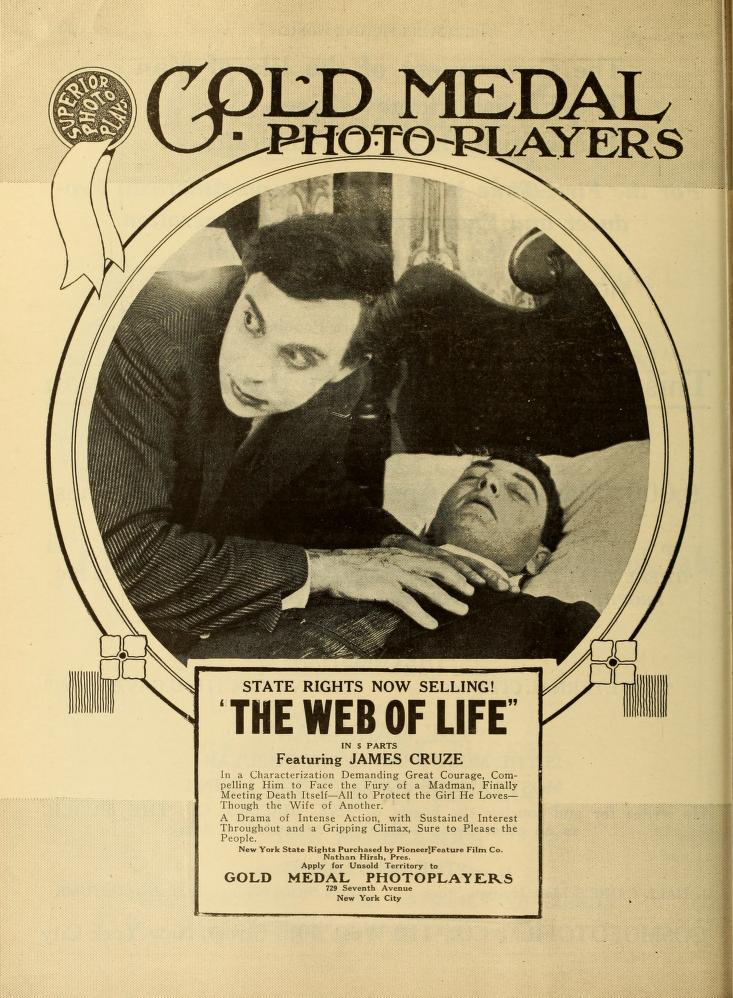
The Web of Life (1917)

### Comme acteur
- 1911 : The Pied Piper of Hamelin
- 1911 : Back to Nature
- 1911 : A Boy of the Revolution
- 1911 : The Higher Law (en)
- 1911 : Le Dernier des Mohicans (The Last of the Mohicans) de  Theodore Marston : Uncas
- 1911 : A Mother's Faith réalisé avec Florence La Badie : Le fils errant
- 1911 : Beneath the Veil réalisé avec Florence La Badie : L'artiste
- 1911 : Brother Bob's Baby réalisé avec Helen Badgley : Le frère de Bob
- 1911 : She (en) : Leo Vincey / Kallikrates
- 1912 : Docteur Jekyll et M. Hyde de Lucius Henderson : Dr. Jekyll, Mr. Hyde
- 1912 : East Lynne de Theodore Marston : Archibald Carlyle
- 1912 : On Probation
- 1912 : The Arab's Bride (it) de George Nichols : Le Maure riche
- 1912 : Flying to Fortune (it) : L'amoureux de la fille
- 1912 : The Golf Caddie's Dog de George Nichols : L'amoureux
- 1912 : For Sale -- A Life de George Nichols : Le jeune homme fortuné
- 1912 : The Girl of the Grove de George Nichols
- 1912 : A Love of Long Ago de George Nichols
- 1912 : Into the Desert : L'arabe
- 1912 : Rejuvenation de George Nichols : Le millionnaire
- 1912 : Cry of the Children de George Nichols : Le père qui travaille
- 1912 : Miss Arabella Snaith (it) de George Nichols : Harry Hargreaves, écrivain
- 1912 : Love's Miracle de George Nichols : Le bagnard / L'amoureux
- 1912 : Jess de George Nichols : Capitaine John Neil
- 1912 : The Ring of a Spanish Grandee de George Nichols
- 1912 : Whom God Hath Joined (it) de Webster Cullison : Le mari
- 1912 : Called Back : Gilbert Vaughn
- 1912 : Sous deux drapeaux (Under Two Flags) de George Nichols
- 1912 : Pa's Medicine : Le docteur
- 1912 : Nursie and the Knight : Le père
- 1912 : The Finger of Scorn : The ministre
- 1912 : Baby Hands (en) : Le mari
- 1912 : Lucile de Lucius Henderson : Lord Alfred
- 1912 : Undine de Lucius Henderson : Huldbrand, Le roi
- 1912 : But the Greatest of These Is Charity : Le père riche
- 1912 : Letters of a Lifetime d'Albert W. Hale : Le célibataire mourant
- 1912 : Miss Robinson Crusoe : Le sauveteur et amoureux de Mlle Crusoe
- 1912 : When Mercy Tempers Justice : Le père ruiné
- 1912 : The Woman in White : Sir Percival
- 1912 : In a Garden : Jack, adulte
- 1912 : Put Yourself in His Place (en) : Le mari d'Edith
- 1912 : The Ladder of Life
- 1912 : Cross Your Heart : Le petit garçon devenu adulte
- 1912 : The Thunderbolt (en) : Le courtier malhonnête
- 1912 : The Forest Rose de Theodore Marston : Albert en tant que vieil homme, l'amoureux de Rose
- 1912 : The Other Half (film, 1912) : Le père
- 1912 : The Star of Bethlehem (en) de Lawrence Marston : Micah, Joseph
- 1912 : A Militant Suffragette (it) : John Strong, le fiancé de Mary
- 1913 : When Ghost Meets Ghost
- 1913 : The Tiniest of Stars : Le musicien
- 1913 : The Dove in the Eagle's Nest : The Eagle
- 1913 : Good Morning, Judge
- 1913 : The Idol of the Hour
- 1913 : Her Gallant Knights
- 1913 : For Her Boy's Sake (en)
- 1913 : Cymbeline : Leonatus
- 1913 : The Woman Who Did Not Care
- 1913 : Her Sister's Secret
- 1913 : The Marble Heart : Raphaël, le sculpteur éconduit
- 1913 : The Lost Combination
- 1913 : Tannhäuser
- 1913 : An Unromantic Maiden
- 1913 : The Ward of the King
- 1913 : Robin Hood de Theodore Marston
- 1913 : Moths
- 1913 : A Daughter Worth While
- 1913 : The Plot Against the Governor
- 1913 : The Legend of Provence (it) d'Eugene Moore (it) : Sir Henry
- 1914 : Frou Frou : Comte Paul de Valreas
- 1914 : The Adventures of a Diplomatic Freelance
- 1914 : The Woman Pays
- 1914 : Why Reginald Reformed
- 1914 : Joseph in the Land of Egypt : Joseph
- 1914 : A Leak in the Foreign Office
- 1914 : Cardinal Richelieu's Ward (it) de Eugene Moore (it) : Richelieu
- 1914 : The Desert Tribesman
- 1914 : The Cat's Paw de Frederick Sullivan
- 1914 : A Debut in the Secret Service (it)
- 1914 : A Dog of Flanders
- 1914 : Rivalry
- 1914 : The Million Dollar Mystery d'Howell Hansel (it) : Jim Norton
- 1914 : From Wash to Washington (it)
- 1914 : Zudora d'Howell Hansel (it) : Hassam Ali / Jim Baird, reporter
- 1915 : The Heart of the Princess Marsari
- 1915 : The Patriot and the Spy : Pietro
- 1915 : His Guardian Auto
- 1915 : Armstrong's Wife de George Melford : Harvey Arnold
- 1916 : Snowbird : Bruce Mitchell
- 1917 : Her Temptation : Walton Maynard
- 1917 : The Web of Life : Tom Wilson
- 1917 : What Money Can't Buy : Ferdinand Vaslof
- 1917 : On the Level : Ozmun
- 1917 : Œil pour œil (en) (The Call of the East) de George Melford : Janzo
- 1917 : Nan of Music Mountain (en) de Cecil B. DeMille : Gale Morgan
- 1918 : La Blessure qui sauve (The Hidden Pearls) de George H. Melford : Koro Leon
- 1918 : Wild Youth : Li Choo
- 1918 : Believe Me, Xantippe (en) de Donald Crisp : Simp Calloway
- 1918 : The City of Dim Faces (it) de George Melford : Wing Lung
- 1918 : Less Than Kin (it) de Donald Crisp : Jinx
- 1918 : The Source : Langlois
- 1919 : Under the Top (en) de Donald Crisp : « Foxy » Stillmore
- 1919 : Johnny Get Your Gun (en) : Le duc de Bullconia
- 1921 : The Slave Market

### Comme réalisateur
- 1914 : The Cat's Paw
- 1918 : Too Many Millions (it)
- 1919 : The Dub (it)
- 1919 : Alias Mike Moran
- 1919 : Le Démon de la vitesse (The Roaring Road)
- 1919 : Le Hallebardier (You're Fired)
- 1919 : L'Aventure de David Strong (The Love Burglar)
- 1919 : La Vallée des géants (The Valley of the Giants)
- 1919 : The Lottery Man
- 1919 : Hawthorne of the U.S.A. (en)
- 1919 : An Adventure in Hearts
- 1920 : Terror Island (it)
- 1920 : Mrs. Temple's Telegram (it)
- 1920 : The Sins of St. Anthony
- 1920 : What Happened to Jones
- 1920 : Un cas de divorce (Food for Scandal)
- 1920 : À tort et à travers (A Full House)
- 1920 : Toujours de l'audace (Always Audacious)
- 1921 : The Fast Freight (en)
- 1921 : L'École du charme (The Charm School)
- 1921 : Fatty détective amateur (The Dollar-a-Year Man)
- 1921 : Fatty fait de l'auto (Gasoline Gus)
- 1921 : Fatty veut se marier (Crazy to Marry)
- 1922 : One Glorious Day
- 1922 : Gai, gai, marions-nous ! (Is Matrimony a Failure?)
- 1922 : The Dictator
- 1922 : Sous la rafale (The Old Homestead)
- 1922 : Un dégourdi (Thirty Days)
- 1923 : La Caravane vers l'Ouest (The Covered Wagon)
- 1923 : Hollywood
- 1923 : Ruggles of Red Gap
- 1923 : En votre honneur, mesdames ! (To the Ladies)
- 1924 : Le Capitaine Blake (The Fighting Coward)
- 1924 : Le Sexe ennemi (The Enemy Sex)
- 1924 : Tu trembles, Fatty (Leap Year)
- 1924 : Les Gaietés du cinéma  (Merton of the Movies)
- 1924 : Boîtes de nuit (The City That Never Sleeps)
- 1924 : Le Jardin des plaisirs (The Garden of Weeds)
- 1925 : Le Mât de cocagne (The Goose Hangs High)
- 1925 : Waking Up the Town
- 1925 : Papa sans gêne (Welcome Home)
- 1925 : Jazz (Beggar on Horseback)
- 1925 : Marry Me
- 1925 : The Pony Express
- 1926 : The Waiter From the Ritz
- 1926 : Marisa, l'enfant volée (Mannequin)
- 1926 : Vaincre ou mourir (Old Ironsides)
- 1927 : We're All Gamblers
- 1927 : La Cité maudite (The City Gone Wild)
- 1928 : On to Reno
- 1928 : L'Infidèle (The Mating Call)
- 1928 : The Red Mark
- 1928 : Le Fardeau (Excess Baggage)
- 1929 : La Tournée du grand duc (The Duke Steps Out)
- 1929 : A Man's Man
- 1929 : Gabbo le ventriloque (The Great Gabbo)
- 1930 : Once a Gentleman (it)
- 1930 : She Got What She Wanted (en)
- 1931 : Salvation Nell
- 1932 : Washington Merry-Go-Round (en)
- 1932 : Si j'avais un million (If I Had a Million)
- 1933 : Racetrack
- 1933 : Sailor Be Good
- 1933 : Le Long des quais (I cover the Waterfront)
- 1933 : Mr. Skitch
- 1934 : David Harum
- 1934 : Their Big Moment
- 1935 : Helldorado
- 1935 : Two-Fisted
- 1936 : L'Or maudit (Sutter's Gold)
- 1937 : The Wrong Road (en)
- 1938 : Alerte au bagne (Prison Nurse)
- 1938 : La Loi de la pègre (Gangs of New York)
- 1938 : Come On, Leathernecks! (en)